# Bolesław Drobner

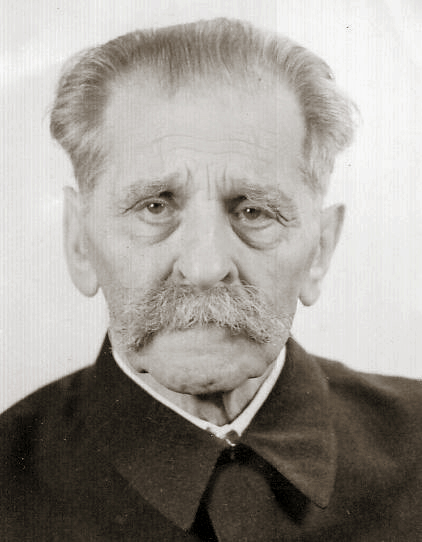
Bolesław Drobner (1968)

Bolesław Drobner (geboren 28. Juni 1883 in Krakau; gestorben 31. März 1968 ebenda) war ein polnischer sozialistischer Politiker (PPSD, PPS, NSPP, PZPR). Der promovierte Chemiker war nach dem Zweiten Weltkrieg im Jahr 1945 der erste polnische Stadtpräsident von Breslau sowie 1947 bis zum Tod Sejm-Abgeordneter.

## Leben
Als Fünfzehnjähriger trat der im damaligen Österreich-Ungarn geborene Drobner der Polnischen Sozialdemokratischen Partei Galiziens und Teschner Schlesiens bei. Nach der Matura in Krakau studierte er in Berlin und Lemberg Chemie und promovierte in 1903 an der Universität Freiburg. Er gründete ein chemisches Labor in Krakau und wirkte in der Konspiration unter dem Decknamen Doktor mit. Er wurde mehrmals von der österreichischen Polizei verdächtigt, illegal Sprengstoffe für terroristische Anschläge herzustellen.
Im Ersten Weltkrieg kämpfte er in den Polnischen Legionen sowie nach der Eidkrise in der k.u.k. Armee. In dem wiederhergestellten Polen trat er 1919 der Polnischen Sozialistischen Partei (PPS) bei. Enttäuscht über deren nachlassende Radikalität gründete er 1921 die linke Unabhängige Sozialistische Arbeitspartei (NSPP). In einem gegen ihn geführten Hochverratsprozess wurde er 1922 freigesprochen. 1928 kehrte er zur PPS zurück und wurde 1934 Mitglied des Parteivorstands. Er warb für die Zusammenarbeit mit der Kommunistischen Partei Polens. Ab 1933 gehörte er dem Krakauer Stadtrat an. 1936 unternahm er eine Reise in die Sowjetunion und publizierte nach der Rückkehr enthusiastische Berichte, woraufhin er aus der PPS ausgeschlossen wurde. Nach einem erneuten Prozess wurde er 1938 schuldig gesprochen und verblieb bis zum Ausbruch des Zweiten Weltkrieges im Gefängnis.
Bei der sowjetischen Besetzung der polnischen Ostgebiete im September 1939 wurde er freigelassen und nahm die ihm angebotene Stelle des Direktors der Kaliwerke Lemberg an. Im Juni 1940 wurde er jedoch festgenommen und nach Sibirien (Beregaiewo, Rajon Teguldet) deportiert. Ab 1941 arbeitete er unter Hausarrest als Chemiker und Apotheker in Tscheboksary, siedelte 1942 nach Moskau und, entsprechend dem Sikorski-Maiski-Abkommen freigelassen, trat dort im März 1943 dem Bund Polnischer Patrioten unter Wanda Wasilewska bei. Nach der Überschreitung der Bug-Linie durch die sowjetischen und polnischen Kampfverbände im Juli 1944 gehörte der zu Mitgründern der wiederhergestellten Inlands-PPS als deren Vorsitzender bzw. ab 1945 erster Stellvertretender Vorsitzender. Er wurde ferner am 22. Juli 1944 zum Amtsleiter (Minister) für Arbeit, Soziales und Gesundheit in der provisorischen Regierung PKWN unter seinem Parteikammeraden Edward Osóbka-Morawski berufen. Das Amt hatte er bis zum 31. Dezember 1944 inne.

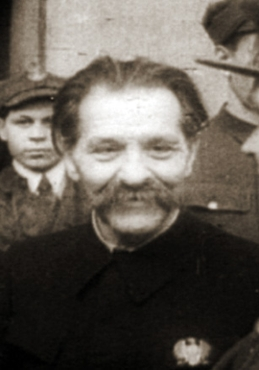
Drobner als Stadtpräsident von Breslau (1945)

Noch während der Kampfhandlungen wurde Bolesław Drobner am 14. März 1945 zum ersten polnischen Stadtpräsidenten von Breslau ausgerufen. Nach einer Meinungsverschiedenheit mit dem sowjetischen Stadtkommandanten wurde er bereits am 9. Juni 1945 abberufen und nach Krakau beordert. Ab 9. September 1944 gehörte er dem provisorischen Parlament Landesnationalrat, dann 1947–1952 dem Verfassungsgebendem Sejm und ab 1952 bis zum Tod dem Sejm der 1., 2., 3. und 4. Wahlperiode an. Dreifach (1957, 1961 und 1965) führte er die Eröffnungssitzungen als Alterspräsident.
Wenngleich Drobner 1948 zu den entschiedensten Gegnern der Vereinigung der PPS mit der kommunistischen Polnischen Arbeiterpartei (PPR) gehörte, verblieb er in der vereinigten PZPR. Er zog sich vorübergehend aus den politischen Debatten zurück. Während der polnischen Tauwetterperiode wurde er im Oktober 1956 zum Vorsitzenden des Krakauer Region der PZPR gewählt, verzichtete jedoch bereits im Februar 1957.

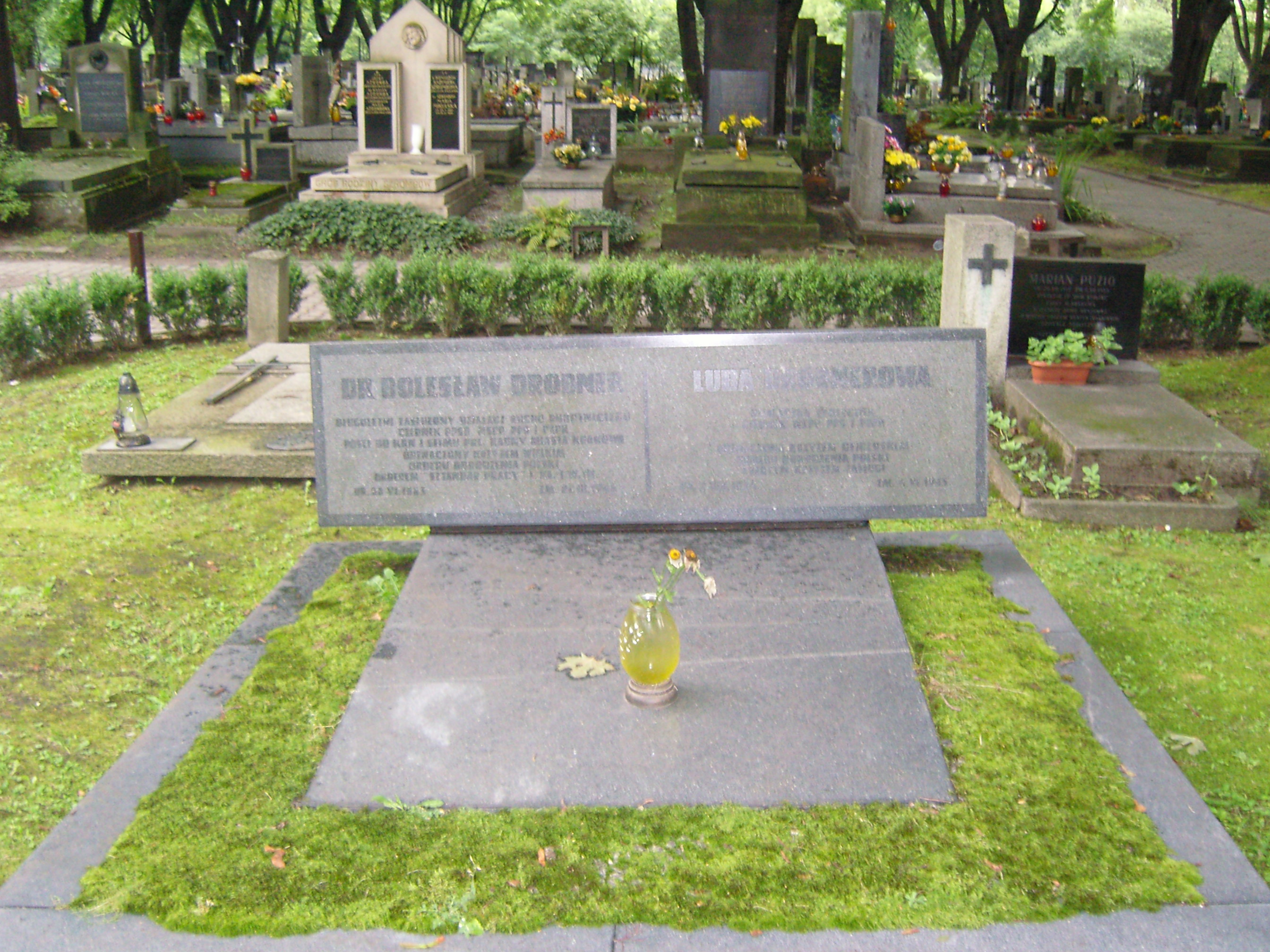
Drobners Grab in Krakau (2010)

Drobner starb im Jahre 1968 und wurde im Rahmen einer säkularen Zeremonie auf dem Krakauer Rakowicer Friedhof bestattet.

## Familie
Bolesław Drobner war mit Luba Drobner geb. Hirszowicz (1884–1965) verheiratet. Ihre gemeinsame Kinder waren Dorota Irena Drobner (1908–ca. 1941) und Mieczysław Drobner.